# أليخاندرو ماسييل
أليخاندرو ماسييل (بالإسبانية: Alejandro Maciel) هو لاعب كرة قدم أرجنتيني في مركز الدفاع، ولد في 1997 في الدورادو في الأرجنتين. لعب مع بوكا جونيورز.

## وصلات خارجية
- أليخاندرو ماسييل على موقع قاعدة بيانات كرة القدم.إي يو (الإنجليزية)
- أليخاندرو ماسييل على موقع Soccerway.com (الإنجليزية)